# Adelaide Hills

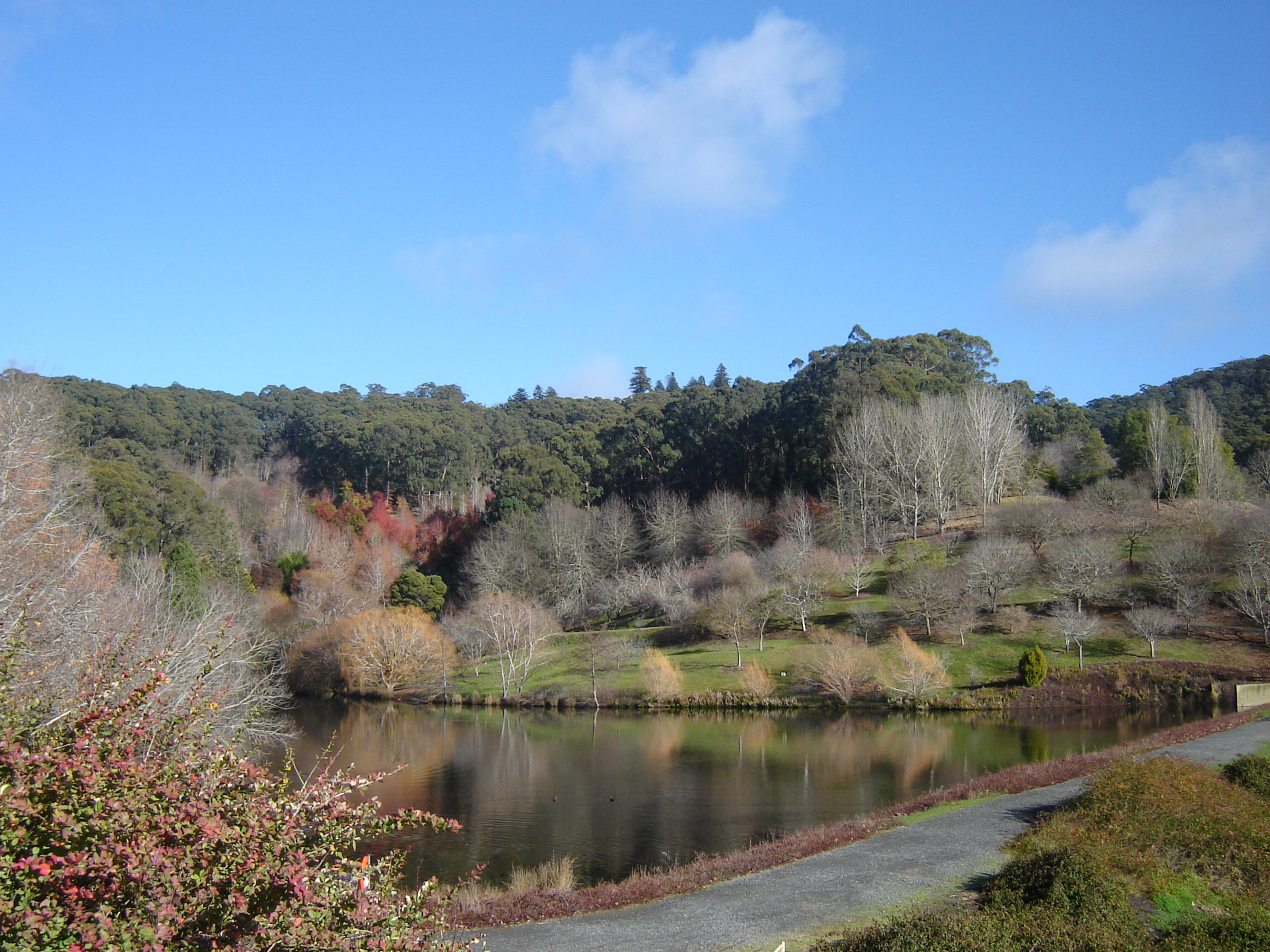
les jardins botaniques du mont Lofty

Adelaide Hills (Les collines d'Adélaïde) est une région qui fait partie de la chaîne du Mont-Lofty à l'est de la ville d'Adélaïde dans l'état d'Australie-Méridionale. Elle est sensiblement centrée autour de la ville de Mont Barker.

## Historique
Adelaide Hills a été parmi les premières régions d'Australie-Méridionale à être occupée par les colons européens. Un certain nombre de villages de la région ont été des points de peuplements allemands ; Hahndorf et Lobethal en sont deux exemples bien connus. Les noms de village et l'architecture originale reflètent encore cette origine. Les descendants de ces premiers colons et d'autres personnes d'origine allemande vivent encore dans la région et c'est ce qui explique la forte influence culturelle allemande observée avec nombre d'églises luthériennes, des écoles luthériennes qui enseignent l'allemand et le nombre de résidents âgés qui parlent encore l'allemand. Certaines coutumes allemandes se sont développées, telles que les lumières de Noël à Lobethal depuis les années 1950.

## Culture

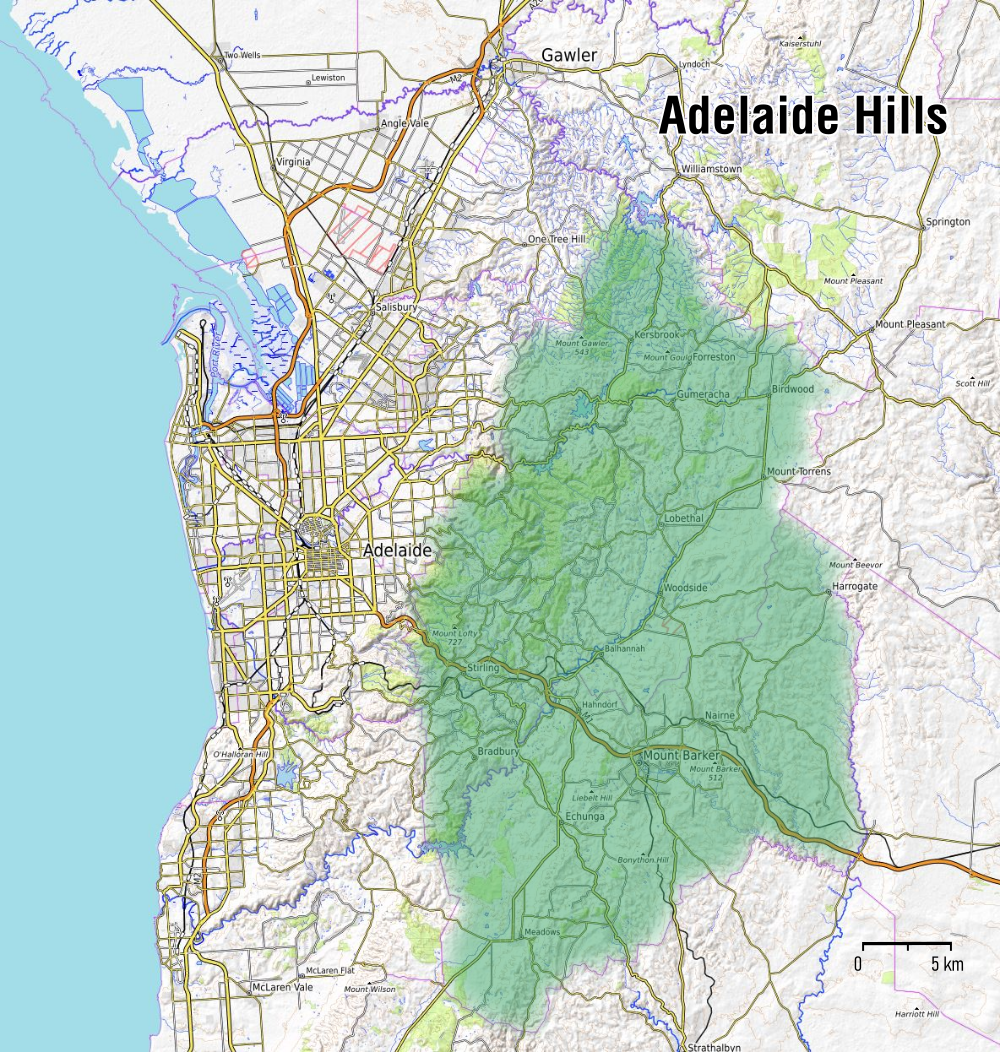
Plan du Adelaide Hills

Pour la plupart des habitants d'Adélaïde, une promenade dans les collines est un passe-temps populaire, en particulier en raison des températures légèrement (2-3 degrés) plus fraîches qu'en ville en été et des hivers verts luxuriants et doux. La région du mont Lofty, qui abrite les tours de relais de la télévision d'Adélaïde a un belvédère, un restaurant et un tour de guet pour les incendies gérée par le Service des incendies de pays. La région reçoit une faible chute de neige environ une fois tous les 3 à 4 ans, parfois suffisante pour rester sur le sol pendant une demi-journée.
La réfgion d'Adelaide Hills est suffisamment proche d'Adélaïde pour se rendre en ville tous les jours et bénéficier de la vie à la campagne et des commodités de la ville. Les conditions de circulation se sont améliorées avec le redressement de la route et la construction du tunnel Heysen sur l'autoroute du Sud-Est.
La région est aussi une région viticole de premier plan et l'une des plus anciennes en Australie. Le véritable labyrinthe de vallées et de sous-vallées, avec des pentes offrant tous les aspects imaginables, signifie qu'il y a tous les climats possibles en Australie. Les premières vignes ont été plantées dans les collines en 1839, trois ans après la création de l'Australie-Méridionale. Il y a plus de 50 domaines viticoles (2005) dans la région ouverts presque tous les jours pour la dégustation et la vente.
La région des collines a également de nombreux parcs comme le parc de Conservation de Cleland avec ses zones ouvertes pour les kangourous, les wallabies et les émeus. Le parc possède également des zones fermées pour les dingos, koalas, oiseaux et serpents. On peut rencontrer de nombreuses espèces indigènes de la faune dans les collines de la région. Parmi les espèces les plus communes on citera le Kookaburra, le Podarge gris, le bandicoot brun du Sud, les Kangourous, la grenouille arboricole Litoria ewingii et les lézards Pogonas. Plusrarement, on trouvera des espèces moins communes comme les Antechinus, Varanus rosenbergi et le très rare Morelia spilota metcalfeiion de Mt Barker De nombreux sentiers de randonnée, y compris une partie du sentier Heysen et les pistes cyclables, y compris le départ du sentier des Mawson abondent dans les collines.